# Phelloriniaceae
The Phelloriniaceae là một họ nấm trong bộ Agaricales. Họ này có 2 chi đơn loài là Dictyocephalos và Phellorinia. Họ này được nhà thực vật học người Đức Oskar Eberhard Ulbrich đặt năm 1951.